# Ultimum Chasma
L'Ultimum Chasma è una formazione geologica della superficie di Marte.